# 김기주 (배우)
김기주(1940년 12월 23일 ~ 2001년 10월 25일)는 대한민국의 영화 배우이다. 영화 《젊은 느티나무》로 영화계에 데뷔하였다.

## 출연 작품

### 영화
- 2002년 《싸울아비》
- 1998년 《생과부 위자료 청구 소송》 - 사장 2 역
- 1998년 《엑스트라》
- 1998년 《천년환생》
- 1996년 《알바트로스》 - 필용 역
- 1996년 《언픽스》 - 약혼녀 부 역
- 1996년 《충무로 돈키호테》 - 손 사장 역
- 1995년 《해병묵시록》
- 1995년 《무궁화 꽃이 피었습니다》 - 안기부장 역
- 1994년 《매춘 4》
- 1993년 《참견은 노 사랑은 오예》 - 순진 역
- 1993년 《무정의 제3부두》 - 고만길 역
- 1993년 《검은 모자》 - 강경수 역
- 1993년 《에미의 들》 - 중좌 역
- 1992년 《헤라클행성으로 돌아온 반달가면》 - 아돌프 역
- 1992년 《서커스단에 나타난 검객 산지니》
- 1992년 《뚱녀 도사와 홍길동 7》 - 교주 역
- 1992년 《환상의 용사 반달가면》 - 아돌프 역
- 1992년 《고독한 실력자》
- 1992년 《시라소니》 - 돌풍 역
- 1992년 《백백교》
- 1991년 《개벽》 - 이필제 역
- 1991년 《엽전 도사와 젓가락 도사 2》
- 1991년 《엽전 도사와 젓가락 도사》
- 1991년 《피와 불》- 사용 부 역
- 1991년 《누가 용의 발톱을 보았는가》
- 1990년 《색녀도》
- 1990년 《동춘별곡》
- 1990년 《땡삐》 - 최 주사 역
- 1989년 《춘화춘풍》
- 1989년 《회춘녀》
- 1989년 《며느리 밥풀꽃에 대한 보고서》
- 1988년 《대남》
- 1988년 《이조 춘화도》
- 1988년 《대물》
- 1988년 《매춘》
- 1988년 《청춘펀치》
- 1988년 《회장님, 우리 회장님》
- 1988년 《성야》
- 1988년 《깜동》 - 박성지 부 역
- 1988년 《이장호의 외인구단 2》 - 괴승 역
- 1987년 《블루하트》
- 1987년 《팔도 쌍나팔》
- 1987년 《마님》
- 1987년 《박철수의 헬로 임꺽정》
- 1987년 《도화》
- 1987년 《달빛 사냥꾼》 - 남자 역
- 1986년 《변강쇠》 - 천돌 역
- 1986년 《티켓》
- 1986년 《깜보》 - 삼손 역
- 1986년 《금달래》
- 1985년 《어우동》 - 박윤창 역
- 1985년 《삿갓 쓴 장고》 - 김달성 역
- 1985년 《열아홉살 쌩머리》
- 1985년 《어미》 - 형사 역
- 1985년 《월하의 사미인곡》
- 1985년 《고래사냥 2》
- 1984년 《비천괴수》
- 1984년 《연인들》
- 1983년 《일송정 푸른 솔은》 - 김좌진 역
- 1983년 《이 한몸 돌이 되어》
- 1983년 《풀잎처럼 눕다》
- 1983년 《천년백랑》
- 1982년 《소림사 물장수》
- 1982년 《요권괴권》
- 1981년 《신팔통문방》
- 1981년 《천용란》
- 1981년 《대형출도》
- 1981년 《월광쌍수》
- 1981년 《그들은 태양을 쏘았다》
- 1981년 《용문파계 제자》
- 1981년 《괴적괴무》 - 왕산초 역
- 1981년 《여호신》
- 1980년 《복권》
- 1979년 《무림오걸》
- 1979년 《맹룡야호》
- 1979년 《무림 18여걸》
- 1979년 《호국 팔만대장경》
- 1979년 《율곡과 신사임당》
- 1978년 《꽃신》
- 1978년 《각시탈 철면객》
- 1978년 《정무신권》
- 1978년 《대동강 출신》
- 1978년 《오대제자》
- 1978년 《오륙도 이무기》
- 1978년 《죽음의 다섯 손가락》
- 1978년 《사랑과 죽음의 기록》
- 1978년 《오대관문》
- 1978년 《팔대장문》
- 1977년 《옥례기》
- 1977년 《무적 600만불》
- 1977년 《임진란과 계월향》
- 1977년 《평양의 비밀지령》
- 1977년 《최후의 정무문》
- 1977년 《충열도》
- 1977년 《사대철인》
- 1977년 《대적수》
- 1977년 《무명객》
- 1976년 《풍운 일지매》
- 1976년 《악인이여 지옥행 급행열차를 타라》
- 1976년 《용서받은 여인》
- 1976년 《국제경찰》
- 1976년 《설중매》
- 1976년 《악충》
- 1976년 《대탈출》
- 1976년 《쾌걸 일지매》
- 1976년 《핏줄》
- 1976년 《내일없는 추적》
- 1975년 《용호문》
- 1975년 《강인의 무덤》
- 1975년 《흑거미》
- 1975년 《잔류첩자》
- 1974년 《흑묘》
- 1974년 《생사투》
- 1974년 《흑무사》
- 1974년 《악명》
- 1974년 《연화》
- 1973년 《반혼녀》
- 1973년 《대평원아》
- 1973년 《흑권》
- 1973년 《삼일천하》
- 1972년 《인왕산 호랑이》
- 1972년 《흑객》
- 1972년 《철인》
- 1972년 《설야의 여곡성》
- 1972년 《삼국대협》
- 1969년 《육군 김일병》
- 1969년 《사녀》
- 1969년 《독신녀》
- 1969년 《사랑하고 있어요》
- 1969년 《천년호》 - 부하
- 1968년 《괴도의 검》
- 1968년 《젊은 느티나무》

### 드라마
- 1991년 MBC 《여명의 눈동자》
- 1985년 MBC 《전원일기》 - 노름꾼1 역